# 小西康陽
小西 康陽（こにし やすはる、1959年2月3日 - ）は、日本の音楽家。北海道札幌市生まれ（ただし、1990年代の文献では「東京都生まれ」とされているものもある）。幼少期から中学途中までは東京都渋谷区で育つ。北海道札幌南高等学校卒業、青山学院大学卒業。妻は、レディメイド・エンタテインメントの代表取締役で文筆家の長谷部千彩。

## プロフィール

### デビュー以前
印刷業を営む両親の息子として札幌に生まれる。母親は東京都出身。両親の意向により、3歳の時に東京都渋谷区恵比寿の母親の実家に移り、母方の祖母と2人の伯母に育てられる。港区立神応小学校卒業。小学校5年生の頃に音楽に目覚め、以降レコード・コレクションを始める。また、漫画にも熱中し、雑誌『COM』や『ガロ』、24年組の少女漫画などを読み耽る。中学2年の時に札幌市に移り、高校時代まで過ごした。
1年の浪人の後、青山学院大学経営学部に入学。サザンオールスターズを生んだ音楽サークル「ベターデイズ」に所属。後に8 1/2に参加する鈴木智文や、ピチカート・ファイヴを共に結成する高浪慶太郎、鴨宮諒、宮田繁男らと知り合う。
大学3年生の頃から映画マニアになり、ミュージシャンデビューする25歳までの間、名画座を渡り歩き年間200本もの映画を観る。大学卒業時には、日活の助監督試験を受験した。

### ピチカート・ファイヴ
筒美京平に憧れて、仲間と作っていた「デモテープ制作集団」を、1984年にピチカート・ファイヴと命名し、細野晴臣のレーベルノン・スタンダードから1985年メジャー・デビュー。以降、幾度ものメンバーチェンジを繰り返しながら、2001年に解散するまでリーダーとして在籍した。2人編成時代は「ピチカート・ファイヴで2番目に人気のあるメンバー」と自虐的な発言もしていた。

### ピチカート・ファイヴ解散後
ピチカート・ファイヴ解散後もそのマニアックな才能とキャラクターを活かし、ドラマや映画のサントラの他、CM曲や数々のリミックスアルバムに多数参加している。ヨーロッパやアメリカを中心に、海外での人気も高いミュージシャンでもあり、プロモーション・ビデオなどでのアートワークや映画評論、コラムなど多彩な活動を行っている。
2009年12月に、ビクターエンタテインメントへ移籍し、新レーベルREADYMADE-VICTOR INCORPORATED COMPANYの略である（レディメイドが/ビクターで/いろいろ出しますの意味を持つ）「READYMADE V.I.C.」を設立。2010年3月にはリミックスワーク集である『ATTRACTIONS! KONISHI YASUHARU Remixies 1996-2010』をリリースし、2011年3月31日、ユニバーサルミュージックに「PIZZICATO ONE」プロジェクトを立ち上げ、自身初のソロアルバム「11のとても悲しい歌」を5月25日にリリースした。
2024年10月、スタジオ録音としては初のヴォーカル・アルバム『失恋と得恋』をソロ名義でリリース。

#### アルバム
- 裸の王様・王様のアイデア〜小西康陽の仕事1987-1994（ソニー・ミュージック編）、1995年11月1日
- ATTRACTIONS! KONISHI YASUHARU Remixies 1996-2010、2010年3月
- 11のとても悲しい歌 (PIZZICATO ONE)、2011年5月
- わたくしの二十世紀 (PIZZICATO ONE)、2015年6月
- 素晴らしいアイデア 小西康陽の仕事1986-2018、2018年6月6日 - 5CD:MHCL-30501 ※小西がこれまでに作詞、作曲、編曲で携わった歴代作品の中から90曲を収録したコンピレーションボックス。Blu-spec CD2による完全生産限定盤[9]。
- 前夜　ピチカート・ワン・イン・パースン (PIZZICATO ONE)、2020年6月
- 失恋と得恋（小西康陽）、2024年10月

### DJ
「1974年以降の音楽は聴かない」と公言するものの、無類のレコードコレクターとして、また、その独特のリミックスセンスを生かして、趣味をかねて東京都内（例：渋谷OTOなど）や海外のクラブでDJを務めることも多く、音楽業界のみならず、クラブ業界でも大物の1人として認識されている。DJとしては須永辰緒と大変親しく、須永同様「レコード番長」の名を冠する大物DJである。
2011年11月16日にDJ Duo NOEL & GALLAGHER 名義でDJ NOELこと 辻一臣とともに『Play Loud』をリリース。各CD・レコード店で軒並みSOLD OUT。雑誌「groove」にもソロ・インタビューや対談で登場した。

## プロデュースしたアーティスト
- akiko
- YeLLOW Generation -『Dual』
- エイジアエンジニア
- Every Little Thing
- 小倉優子 - 『オンナのコ♡オトコのコ』
- 香取慎吾（※慎吾ママおよび両さん名義）
- かまやつひろし
- ザ・コレクターズ(THE COLLECTORS) - 『COLLECTOR NUMBER.5』
- ポカスカジャン - 「ガリガリ君のうた」
- チェブラーシカ
- Chappie - 『The International Chappie's Cheer-leading Team』
- TOKIO - 『TOK10』（「涙くんさよなら」「よろしく哀愁」「パラダイス銀河」）
- 中シゲヲ
- 夏木マリ - 『13シャンソンズ』『パロール』『戦争は終わった』
- Negicco - 『アイドルばかり聴かないで』
- 野宮真貴
- 野本かりあ
- BAZAAR
- 花田裕之
- 林未紀
- Hippy Hippy Shakes
- 弘田三枝子
- 和田アキ子 - 『フリー・ソウル』
- The Phantom Gift - 『ザ・ファントムギフトの世界』
- 深田恭子 - 『キミノヒトミニコイシテル』・『ルート246』
- MEG - 『ルージュの伝言』『夏が終わる』『私がオバさんになっても』
- 水森亜土 - 『すきすきソングス』

### 楽曲提供
- 小泉今日子 - 「CDJ」（『KOIZUMI IN THE HOUSE』収録）
- 戸川京子 - 「動物園の鰐」（『涙。』収録）
- 松本伊代 - 「有給休暇」（『Private file』収録）、「カーマイン・ローション」（『Mariage〜もう若くないから』収録）
- カルロス・トシキ&オメガトライブ - 「Bad Girl」※作詞
- 三浦理恵子 - 「日曜はダメよ」※作詞・作曲
- クレイジーケンバンド - 「ショック療法」
- クレモンティーヌ - 「Un Homme Et Une Femme (Readymade One Man DJ Show Mix)」
- コーネリアス - 「HOW DO YOU FEEL?」（「69/96」収録）※作詞
- 細川ふみえ -「スキスキスー」
- SMAP - 「theme of 015」
- SMOOTH ACE
- ZARD
- 香取慎吾 - 「慎吾ママのおはロック」※作詞・作曲
- T.V.Jesus
- 中谷美紀 - 「逢いびきの森で」
- 観月ありさ - 「遠い記憶」※作曲、「パリの恋人/トーキョーの恋人」、「Friend and Lover」、「甘い記憶」※作曲・編曲（全て『ARISA III LOOK』収録）
- 池田聡 - 「A love supreme - 至上の愛」
- 及川光博 - 「ザッツ・エンタテインメント。」
- 加藤紀子 - 「いつか王子様が」※作詞・作曲・編曲
- ミズノマリ（paris match）
- 水森亜土
- 宮村優子
- YOU THE ROCK★
- 吉村由美（PUFFY）
- 吉岡忍
- 小林恵美
- 篠原ともえ - 「メトロの娘」
- ジュディ・オング
- 陣内孝則
- speena
- 米川英之 - 「Shadow of Your Smile」・「真夜中へ8マイル」（Sweet Voyage収録）、「夜の匂い」※作詞
- ちびうさ (CV.福圓美里) - 「乙女のススメ」(作詞：こだまさおり・小西康陽　作曲・編曲：小西康陽)
- 新しい地図（稲垣吾郎・草彅剛・香取慎吾）-「72」（72時間ホンネテレビ・テーマソング）
- MELLOW MELLOW - 「最高傑作」※作詞・作曲・編曲
- 松浦亜弥 - 「ね〜え?」※編曲

## 劇伴作曲
- 喰いタン -食通探偵の推理紀行-
- シュガシュガルーン -SUGAR×2 RUNE-
- シティボーイズ・ライブ - 1992-1997年,1999年の舞台公演
- 正義の味方
- 少年頭脳カトリ
- 不機嫌なジーン（※サントラ作品では未収録である）
- アキハバラ@DEEP
- TALK LIKE SINGING（※音楽監督、作曲担当。脚本、作詞：三谷幸喜、主演：香取慎吾）
- ONE PIECE FILM STRONG WORLD・オープニングテーマ曲担当。
- デカワンコ
- 東京全力少女
- 戦力外捜査官
- でぶせん
- 二月の勝者-絶対合格の教室-[10]

## 主なリミックス作品
- m-flo - 「Hands（readymade JBL mix 2000 by Konishi Yasuharu）」「One Sugar Dream（Readymade Pot-Pourri of the Beats by KONISHI YASUHARU）」
- エレキハチマキ - 「（It's a）Gloomy day（It's a Groovy readymade bikker mix by Yasuharu Konishi）」
- Kahimi karie - 「One thousand 20th Century Chairs（Remixed by Konishi Yasuharu）」
- キリンジ - 「君の胸に抱かれたい〜エイリアンズ（readymade 524 mix double by KONISHI yasuharu）」
- クレモンティーヌ - 「男と女（Readymade one man DJ show mix by KONISHI YASUHARU）」「ラ・フレット（Readymade ORGAN BAR MIX by KONISHI YASUHARU）」
- コーネリアス - 「Count 5,6,7,8.（remixed by KONISHI YASUHARU）」
- coba - 「K jungle（the Sound of Readymade Mix by 初代Konishi Yasuharu）」
- THE COLLECTORS - 「シャドウマン 〜Konishi,Yasuharu remix〜」
- 高中正義 - 「BLUE LAGOON（readymade 524 mix:YASUHARU KONISHI）」
- 松平健 - 「マツケンサンバII "READYMADE SHOGUN MIX2004" Remixed by KONISHI yasuharu」「マツケンサンバ3（readymade SHOGUN MIX 2005 by KONISHI yasuharu）」「マツケンのAWA踊り（Readymade暴れん坊 jump up 2006 Remixed by KONISHI yasuharu）」
- モダンチョキチョキズ - 「自転車に乗って、（remixed by KONISHI yasuharu）」
- ジャクソン5 - 「I Want You Back（readymade 524 mix:YASUHARU KONISHI）」「ABC（readymade super 524 mix:KONISHI yasuharu）」
- TELEX - 「Twist A Saint-Tropez（Readymade ; Twist A Tokyo Mix）」
- トム・ジョーンズ - 「Tom Jones International（READYMADE 524 mix by KONISHI yasuharu）」
- ZARD - 「Can’t take my eyes off of you」「Can’t take my eyes off of you（readymade wizard mix）」
- YMO - 「テクノポリス（THE READYMADE/DARLIN' OF DISCOTIQUE TRACK by KONISHI YASUHARU)」
- 猫沢エミ - 「Robot(the readymade mon ami robotique remix by KONISHI yasuharu）」
- PUFFY - 「サーキットの娘（The Readymade JBL Mix '99 by KONISHI YAUSHARU）」「これが私の生きる道（The Readymade. Darlin' of Discotheque Track by KONISHI YASUHARU）」「ブギウギNo.5（readymade all that jazz 2003 by KONISHI YAUSHARU）」「Your love is a drug（readymade acid tect 2003 by KONISHI YASUHARU）」「HiHi（readymade toon jingle 2005 by KONISHI yasuharu）」
- 弘田三枝子 - 「レオのうた（readymade JBL mix by KONISHI YAUSHARU）」
- 福富幸宏 - 「Brasilia 2000（Readymade All That Jazz by Yasuharu Konishi）」
- breat - 「愛の言葉（readymade 524 mix by Yasuharu Konishi）」
- ダイアナ・ロス&ザ・スプリームス - 「You Can't Hurry Love（READYMADE RE-EDIT by KONISHI yasuharu）」
- エイジアエンジニア - 「Grooving Loop（READYMADE WEEKEND MIX 2005 by KONISHI yasuharu）」「MOMI MOMI Fantastic（readymade モミモmix by KONISHI yasuharu）」
- ECD - 「DIRECT DRIVE(Part 2/the readymade all that jazz〜あるいはコニシの猟盤日記ミックス by KONISHI YASUHARU」
- SOUL SCREAM - 「続自由街道（readymade all that jazz by KONISHI yasuharu）」
- ジェームス・ブラウン - 「Sex Machine（Readymade Jazz Defector by KONISHI yasuharu）」
- エラ・フィッツジェラルド - 「Cool Breeze（Readymade All That Jazz/feat.akiko by KONISHI yasuharu）」
- NONA REEVES - 「DJ!DJ!〜届かぬ思い〜(readymade 524 Classics by KONISHI yasuharu)」
- ORIGINAL LOVE - 「羽根とピストル（readymade bellisima '99 mix byKONISHI YASUHARU）」「水の音楽/Hum a Tune（the readymade JBL mix by KONISHI yasuharu）」
- クレイジーケンバンド - 「葉山ツイスト（readymade ye'ye' track by KONISHI YASUHARU）」「ハンサムなプレイボーイ（readymade 524 mix by KONISHI YASUHARU）」
- DOMINO88 - 「GO GO CLUB（readymade super 524 mix by yasuharu konishi）」
- スケボーキング - 「太陽（The readymade JBL Mix by Yasuharu Konishi）」
- フィンガー5 - 「恋のダイヤル6700（readymade 0524-6700 MIX by KONISHI YASUHARU）」
- ユニコーン - 「大迷惑（Readymade 大mix by KONISHI yasuharu）」
- 和田アキ子 - 「帰り来ぬ青春（readymade mix 2004 by KONISHI yasuharu）」「トゥモロー〜ジョージアで行きましょう編〜（Readymade Alternate Mix by KONISHI yasuharu）」
- globe - 「FREEDOM（524 Mix）」
- ももいろクローバーZ - 「ももクロ・特盛り（12月限定）」「ももクロ・メガ盛り」

## ラジオ
- SOUND AVENUE 905（木曜日担当、TBSラジオ、2015年10月1日 - 2016年3月23日）

## 著書
- これは恋ではない 小西康陽のコラム1984-1996（幻冬舎）
- 東京の合唱（L'EDITION READYMADE 2000）
- トウキョウ・モナムール ピチカート・ファイヴのグラフィック・デザイン1985‐2001（ピエ・ブックス）
- ぼくは散歩と雑学が好きだった。小西康陽のコラム1993-2008（朝日新聞社）
- いつもレコードのことばかり考えている人のために。（常盤響との共著、アスキー・メディアワークス）
- マーシャル・マクルーハン広告代理店。小西康陽。（学研）
- 僕らのヒットパレード（片岡義男との共著）（国書刊行会）
- いま見ているのが夢なら止めろ、止めて写真に撮れ。 小西康陽責任編集・大映映画スチール写真集（山田宏一著, 山田参助著, 遠藤倫子著, 小西康陽 (監修) 　DU BOOKS)
- わたくしのビートルズ　小西康陽のコラム1992-2019 （朝日新聞出版）